# 蒙特勒 (默尔特-摩泽尔省)
蒙特勒（法語：Montreux，法語發音：[mɔ̃tʁø] ⓘ）是法国默尔特-摩泽尔省的一个市镇，属于吕内维尔区。

## 地理
蒙特勒（48°32'9"N, 6°52'56"E）面积3.69 平方千米，位于法国大東部大區默尔特-摩泽尔省，该省份为法国东北部内陆省份，是洛林的一部分，北邻比利时、卢森堡，北起顺时针与摩泽尔省、下莱茵省、孚日省和默兹省接壤。
与蒙特勒接壤的市镇（或旧市镇、城区）包括：昂塞尔维莱、布雷梅尼勒、阿洛维尔、讷维莱莱巴东维莱、诺尼尼、帕吕、巴东维莱。

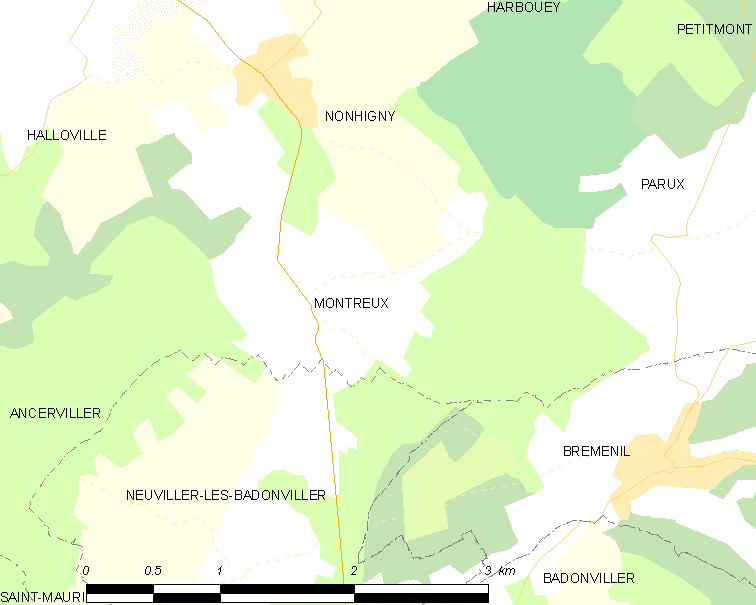
的OSM定位图

蒙特勒的时区为UTC+01:00、UTC+02:00（夏令时）。

## 行政
蒙特勒的邮政编码为54450，INSEE市镇编码为54381。

## 政治
蒙特勒所属的省级选区为巴卡拉县。

## 人口

1962-2008年间人口变化图示

蒙特勒于2022年1月1日时的人口数量为52人。